# Nůžky (fotbal)

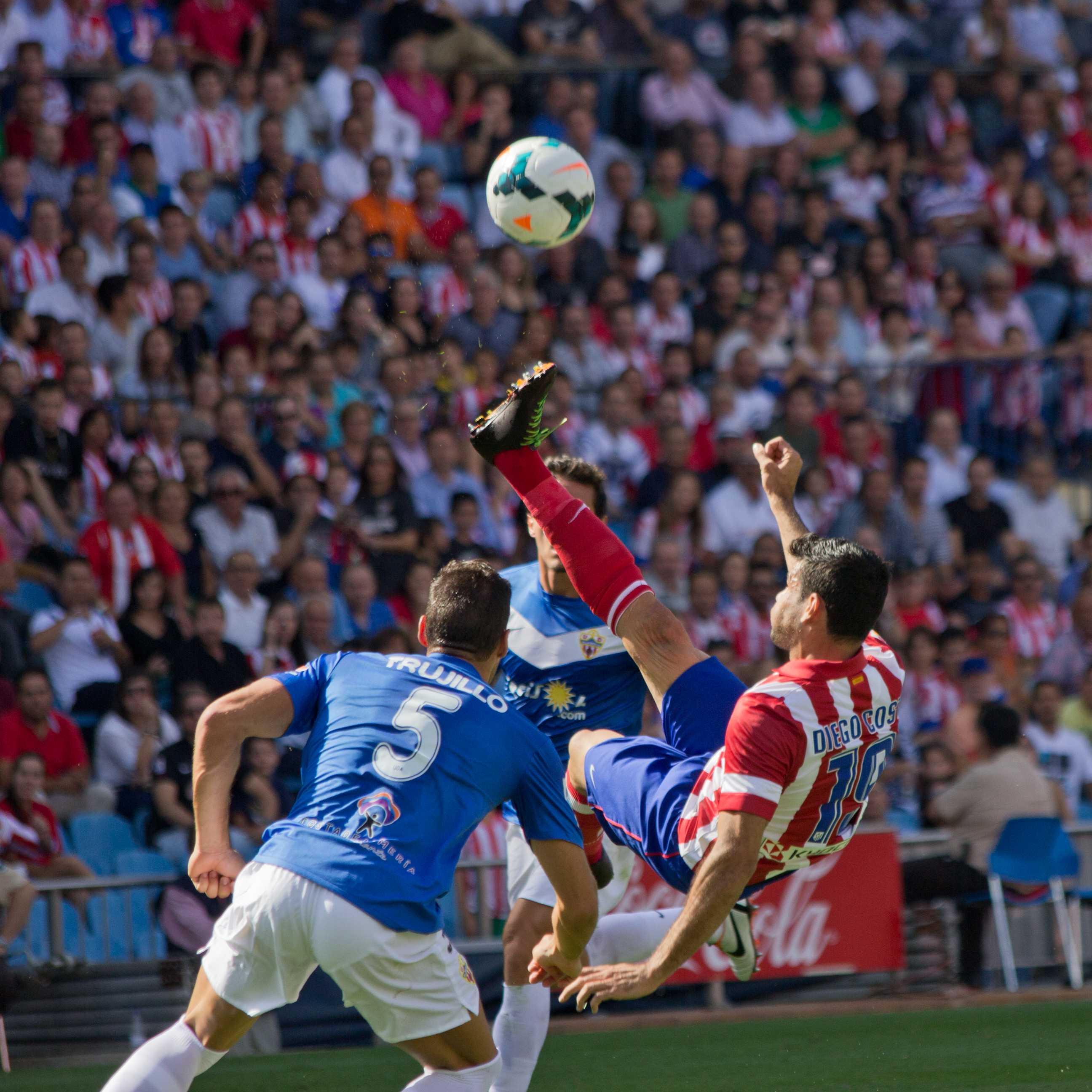
Diego da Silva Costa střílí nůžkami

Nůžky je označení pro odehrání míče z voleje kopem přes hlavu, které se používá ve fotbalu, nohejbalu, australském fotbalu, plážovém fotbalu a sepak takraw. Provádí se tak, že hráč v postavení zády k soupeřově brance vyskočí a položí se naznak, přičemž letící míč švihem nohy přihraje nebo vystřelí směrem za sebe. Tento zákrok je velmi efektní a vyvolává nadšení diváků, obzvláště pokud z něj padne branka. Bývá však používán spíše jako nouzové řešení (německý reprezentační útočník Klaus Fischer, známý střelec gólů nůžkami, prohlásil: „Upřímně řečeno, každá přihrávka, po které se musí hrát nůžkami, je nepovedená přihrávka.“) kdy může útočící tým využít moment překvapení: vzhledem k pozici zády k brance střelec nemůže míč přesně umístit, na druhou stranu brankář obtížně odhaduje směr střely. Pokud se blízko exekutora nůžek nachází bránící hráč, existuje možnost, že rozhodčí odpíská nebezpečnou hru vysokou nohou.
Kop se jmenuje česky podle toho, že pohyb nohou připomíná stříhání nůžkami. Stejného původu je francouzské ciseau retourné nebo řecké psalidaki. Další jazyky střelu přirovnávají k jízdě na kole: anglické bicycle kick nebo italské rovesciata. Německy se nazývá Fallrückziehen (kop v pádu dozadu), polsky przewrótka a norsky brassespark (brazilský kop). V Chile se používá název chilena podle legendy, že prvním, kdo tento zákrok předvedl, byl roku 1914 Ramón Unzaga z klubu Estrella de Mar Talcahuano. Tomu oponují Peruánci tvrzením, že už dávno předtím se hrálo nůžkami ve městě Callao (místním nářečím Chalaco) a podle něj mu říkají tiro de chalaca. V ostatních španělsky mluvících zemích se používá výraz tijereta, tedy nůžky.
Známými fotbalovými akrobaty, kteří se proslavili nůžkami, byli Leônidas da Silva, Pelé, Carlo Parola, David Arellano nebo Hugo Sánchez nebo Zlatan Ibrahimović.